# Tarkumija
Tarkumija (arab. ترقوميا) – miasto w Autonomii Palestyńskiej (południowy Zachodni Brzeg, muhafaza Hebron). Według danych oficjalnych na rok 2007 liczyło 14 142 mieszkańców.